# Шварценбах (Нижняя Австрия)
Шварценбах (нем. Schwarzenbach (Niederösterreich)) — ярмарочная коммуна (нем. Marktgemeinde) в Австрии, в федеральной земле Нижняя Австрия.
Входит в состав округа Винер-Нойштадт. Население составляет 1042 человека (на 31 декабря 2005 года). Занимает площадь 22,31 км². Официальный код — 3 2326.

## Политическая ситуация
Бургомистр коммуны — Йохан Гифинг (СДПА) по результатам выборов 2005 года.
Совет представителей коммуны (нем. Gemeinderat) состоит из 19 мест.
- СДПА занимает 14 мест.
- АНП занимает 5 мест.